# Милан Ђ. Милићевић
Милан Ђ. Милићевић (Рипањ, 4. јун 1831 — Београд, 4/17. новембар 1908) био је српски књижевник, публициста, етнограф и академик. Био је редовни члан Српског ученог друштва, члан Академије наука у Петрограду, Југословенске академије знаности и умјетности у Загребу, члан Српске краљевске академије у Београду, председник Српског археолошког друштва и један од оснивача Српске књижевне задруге.

## Биографија
Милан је рођен у Рипњу код Београда, од родитеља Јована и Митре 1831. године. Милићевићи потичу из Старог Влаха, одакле су се доселили пре три века. Похађао је основну школу у родном селу, а школовање наставио у Београду.
После гимназије завршио је Богословију у Београду и затим радио као државни чиновник у разним звањима: као учитељ основне школе у Лешници, па у Тополи, судски практикант у Ваљеву, а затим је био премештен у Београд где је службовао до краја живота и као писар.
Много је путовао по Србији, старој и новоослобођеним крајевима, уз српско-бугарску границу, по Црној Гори и Русији. Био је секретар српског Министарства просвете 1861-1874. године, када врши своја опсежна испитивања у народу. Пропутовао је готово целу Србију и као школски надзорник, и скупио грађу за своја дела.
Објавио је преко 100 књижевних наслова, различите тематике. Главно му је дело „Кнежевина Србија” из 1876. године. Јавља се 1867. године и као секретар Српског ученог друштва у Београду. Био је и један од чланова оснивача и члан прве Управе Српског археолошког друштва 1883. године. Био је и оснивач и члан Одбора Друштва Светог Саве 1886. године. Краће време уређивао је службене Српске новине, био је библиотекар Народне библиотеке и државни саветник. Уређивао је часопис „Школа“.
Био је један од секретара Скупштине 1864. и Скупштине 1867. у Београду.
Додељен му је Орден Таковског крста и Орден Светог Саве. По њему је названа основна школа у Београду.

## Одабрана дела
- Путничка писма
- Белешке кроз пут пет окружја по Србији
- Из својих успомена
- Живот Срба сељака
- Славе у Срба
- Из својих успомена
- Задружна кућа на селу
- Манастири у Србији
- Педагогијске поуке
- Како се учи књига
- Школска хигијена, 1870.
- Школска дисциплина
- Поглед на народно школовање у Србији
- Морална жена
- Зимње вечери
- Село Злоселица и учитељ Миливоје
- Јурмус и Фатима
- Омер Челебија
- Поменик знаменитих људи у српског народа новијега доба, 1888.
- Додатак поменику од 1888. Знаменити људи у српскога народа који су преминули до краја 1900. г.
- Поменик знаменитих људи у српском народу, Београд 1901.
- Кнез Милош у причама, 1891.
- Кнез Милош у причама II. 1900.
- Кнез Милиш у споменицима свог некадашњег секретара, Београд 1896.
- Жена XX века, написала Жил СИмон и Густав Симон, Београд 1894.
- Кнежевина Србија, Београд, 1876.
- Краљевина Србија
- Чупић Стојан и Никола, Београд 1875.
- Живот и дела великих људи из свих народа I, Београд 1877.
- Живот и дела великих људи из свих народа II, Београд 1877.
- Живот и дела великих људи из свих народа III, Београд 1879.
- Карађорђе у говори у створу, Београд 1904.